# 玉蘭幹綿蚜
玉蘭幹綿蚜（学名：Formosaphis micheliae），又名麗綿蚜，为綿癭蚜科幹綿蚜屬下的一个种。